# Léon Sagnol
Léon Sagnol (* 5. Oktober 1891 in Le Puy, Département Haute-Loire; † 7. Juni 1991 ebenda) war ein französischer Politiker des Parti républicain, radical et radical-socialiste. Von 1956 bis 1958 war er Abgeordneter der Nationalversammlung.

## Leben und Werdegang
Sagnol wurde 1912 ins Militär einberufen, kämpfte für Frankreich im 1914 begonnenen Ersten Weltkrieg und wurde für seine Verdienste im Krieg mit dem Croix de guerre ausgezeichnet. Anschließend begann er eine Tätigkeit als Großhändler für Milch- und Geflügelprodukte. Dazu vertrat er die Interessen seiner Branche und nahm hochrangige Posten in landesweiten Verbänden ein. Auf politischer Ebene setzte er sich für die Ideen des liberal geprägten Radikalismus ein und trat 1946 erstmals bei den Wahlen zum nationalen Parlament an, blieb jedoch erfolglos. In den 1950er-Jahren schaffte er den Aufstieg innerhalb des linksliberalen Parti républicain, radical et radical-socialiste und wurde 1955 zu dessen Vorsitzendem im Département Haute-Loire. Zu den Parlamentswahlen am 2. Januar 1956 trat seine Partei in dem Département auf einer gemeinsamen Liste mit der sozialistischen SFIO an, wobei Sagnol als Spitzenkandidat ins Rennen ging und so den Einzug in die Nationalversammlung schaffte. Der zu diesem Zeitpunkt 65-Jährige war damit der erste linke Politiker ohne Zugehörigkeit zur Kommunistischen Partei Frankreichs, dem nach 1945 in der Haute-Loire der Sprung ins Parlament gelang.
In der Nationalversammlung gehörte er der Kommission für Renten und der für landwirtschaftliche Angelegenheiten an. Am 21. Mai 1957 war er einer von vier Abgeordneten seiner Fraktion, die entgegen der vorherrschenden Haltung ihrer Partei und Fraktion die Haushaltspläne der sozialistischen Regierung um den Ministerpräsidenten Guy Mollet stützten. Zur Begründung verwies Sagnol auf sein Wahlbündnis mit den Sozialisten und leitete daraus ab, dass er nicht nur den Interessen seiner Partei verpflichtet sei. Er bot der Parteileitung seinen Austritt aus der Fraktion an, wurde von dieser am 23. Mai aber lediglich verwarnt. Im Juni 1958 stimmte er für die Ermächtigung von Charles de Gaulle, die die Gründung der Fünften Republik einleitete und Neuwahlen im November desselben Jahres nötig machte. Bei diesen trat er nicht zur Wiederwahl an, doch kandidierte er 1959 für den Senat und 1962 noch einmal für die Nationalversammlung, wenngleich beide Kandidaturen erfolglos blieben. 1991 starb er im Alter von 99 Jahren. Sagnol war seit 1935 Mitglied der Ehrenlegion und wurde darüber hinaus mit dem Ordre des Palmes Académiques und dem Ordre du Mérite agricole ausgezeichnet.